# Прозомер
Прозомер (англ. prosomere) — это временная эмбриональная структура, возникающая в процессе развития головного мозга хордовых животных, разновидность нейромера. Прозомеры дают начало структурам прозэнцефалона (переднего мозга), откуда, собственно, и происходит их наименование.

## Эмбриональное развитие
На стадии Карнеги 9 у эмбриона человека можно различить единственный первичный прозомер P, зачаток будущего прозэнцефалона. Позднее он разделяется на два прозомера — T (зачаток будущего телэнцефалона (конечного мозга)) и D (зачаток будущего диэнцефалона (промежуточного мозга)). Затем прозомер D подразделяется на два вторичных прозомера — D1 и D2, а из вторичного прозомера T1, становящегося зачатком базальных ядер, вперёд и затем в обе стороны, далеко за границы прозомера T1, начинают выступать разрастания — зачатки будущих больших полушарий, которые принято считать псевдопрозомером T2, несмотря на то, что большие полушария сами по себе не имеют характерной сегментированной, прозомерной организации. Ещё несколько позднее, на стадии Карнеги 14, вторичный прозомер D2 подразделяется на три «окончательных» вторичных прозомера — ростральный парэнцефалон, каудальный парэнцефалон и синэнцефалон. Таким образом, количество «истинных» вторичных прозомеров головного мозга у эмбриона человека на этой стадии достигает пяти, плюс один псевдопрозомер — T2. На стадии Карнеги 17 прозомеры исчезают, уступая место зональной организации мозга.
| Первичный мозговой пузырь | Вторичные мозговые пузыри | Первичные прозомеры | Вторичные прозомеры | Дальнейшая прозомеризация |
| ------------------------- | ------------------------- | ------------------- | ------------------- | ------------------------- |
| Прозэнцефалон (P)         | Телэнцефалон (T)          | T                   | T1                  |                           |
| Прозэнцефалон (P)         | Телэнцефалон (T)          | T                   | Псевдопрозомера T2  |                           |
| Прозэнцефалон (P)         | Диэнцефалон (D)           | D                   | D1                  |                           |
| Прозэнцефалон (P)         | Диэнцефалон (D)           | D                   | D2                  | Ростральный парэнцефалон  |
| Прозэнцефалон (P)         | Диэнцефалон (D)           | D                   | D2                  | Каудальный парэнцефалон   |
| Прозэнцефалон (P)         | Диэнцефалон (D)           | D                   | D2                  | Синэнцефалон              |

Из конкретных прозомеров образуются конкретные структуры переднего мозга взрослых хордовых. Так, например, из 2-го прозомера диэнцефалона (D2) образуются таламус и эпиталамус.